# Mathieu Montcourt
Mathieu Montcourt, né le 4 mars 1985 à Paris et mort le 7 juillet 2009 à Boulogne-Billancourt, est un joueur de tennis professionnel français. Espoir du tennis français, il meurt soudainement d'une crise cardiaque à 24 ans alors qu'il venait d'atteindre son meilleur classement à la 104e place mondiale.

## Biographie
Fils d’un professeur de sport et d’une mère agent immobilier, Mathieu Moncourt commence le tennis à six ans. Il est entrainé par Eric Capitini jusqu’à ce qu’il aille à l’INSEEP. À seize ans, il est no 4 mondial junior. Aux championnats de France 11/12 ans à Blois sur terre battue, il oppose une grande résistance à Richard Gasquet. Il est finaliste de l'Orange Bowl en 2002 contre Brian Baker. En 2003, il atteint les demi-finales à l'Open d'Australie et aux championnats d'Europe et remporte le tournoi de Roehampton en double avec son partenaire Jo-Wilfried Tsonga.
Il a été entraîné par Louis Borfiga, Olivier Soules, Olivier Delaitre, Guillaume Marx et Jérôme Prigent. Il était sponsorisé par Babolat, Lacoste et Nike. Il s’entraînait au TC Maisons-Alfort (Ligue du Val-de-Marne).
La surface de prédilection de Mathieu Moncourt était la terre battue. Droitier, il avait adopté un puissant revers à deux mains dont il se servait souvent afin de déborder son adversaire. Il n'était pas un grand attaquant mais il s'avérait être un excellent relanceur.
Le lundi 22 juin 2009, il atteint son meilleur classement 104e, le samedi 4 juillet il joue son dernier match en Croatie, le 13 juillet il devait purger une suspension de six semaines pour des paris en 2005. Le joueur tricolore avait déjà payé une amende de 12 000 dollars et purgé quelques jours en août 2008.
Autour de minuit entre le lundi 6 et le 7 juillet 2009, alors qu'il rentre à vélo de chez un ami et après avoir monté les escaliers de son immeuble à Boulogne-Billancourt, il s'effondre devant la porte de son appartement à la suite d'une embolie pulmonaire.

## Carrière
Il remporte son premier tournoi Future à L'Aquila en 2004 et se qualifie pour son premier tournoi Challenger en novembre à Kish Island où il atteint la finale. En 2005, il remporte le tournoi Future de Rodez sans avoir concédé le moindre set. Il accède également à deux demi-finales à Rome et La Réunion.
En 2006, il atteint le deuxième tour de Roland-Garros en battant le 88e joueur mondial Marcos Daniel puis perd contre Lleyton Hewitt (7-5, 6-3, 6-3). Il avait pour cela alors obtenu une Wild Card. En août il atteint une deuxième finale en tournoi Challenger à Cordenons puis une demi-finale à Manerbio.
En 2007 il remporte son premier tournoi Challenger à Durban puis atteint les demi-finales à Besançon et Cherbourg. Il passe pour la première fois les qualification d'un tournoi du circuit principal à Poertschach où il bat deux joueurs du top 100 mondial Ernests Gulbis (no 84) et Max Mirnyi (no 54). Il obtient une nouvelle invitation pour Roland Garros, il perd au deuxième tour contre Jarkko Nieminen après avoir réalisé sa meilleure performance contre Benjamin Becker (43e). En septembre, il est finaliste à Ljubljana.
Le 31 décembre 2007, il rencontre à Chennai Rafael Nadal alors n°2, il perd 6-2, 6-4. Il obtient ensuite une invitation pour jouer l'Open d'Australie mais il perd au premier tour contre Mikhail Youzhny (6-0, 6-2,7-63). Il fait l'objet d'une suspension de deux mois par l'ATP World Tour pour avoir parié sur des matchs de tennis en 2005, ce qui est interdit pour un joueur en activité. Il fait appel auprès du tribunal arbitral du sport (TAS), qui prend en compte le fait qu'il n'avait pas parié dans des tournois auxquels il participait et a réduit sa peine à six semaines en 2009 ainsi qu'une amende de 8 850 euros. Il remporte cette année-là trois tournois dont Reggio Emilia et Tampere et s'incline en finale à Tachkent. Il accède aussi aux huitièmes de finale du tournoi ATP d'Umag.
En 2009, à Bordeaux il bat consécutivement Arnaud Clément no 56 et Michaël Llodra no 74 et atteint la finale où il s'incline contre Marc Gicquel. À Roland-Garros, son parcours est quelque peu original : il se retrouve repêché (lucky loser) pour le premier tour à la suite du forfait de Mario Ančić puis atteint le deuxième tour après l'abandon à 6-2 de Lu Yen-hsun. Il perd au deuxième tour contre Radek Štěpánek. Il joue et perd son dernier match en demi-finale du tournoi Challenger de Rijeka contre Blaž Kavčič.

## Palmarès

### Titre en simple
Aucun

### Finale en simple
Aucune

## Parcours dans les tournois duGrand Chelem

### En simple
| Année | Open d'Australie | Open d'Australie | Internationaux de France | Internationaux de France | Wimbledon | Wimbledon | US Open | US Open |
| ----- | ---------------- | ---------------- | ------------------------ | ------------------------ | --------- | --------- | ------- | ------- |
| 2003  | —                | —                | Q1                       | S. Navarro               | —         | —         | —       | —       |
|       |                  |                  |                          |                          |           |           |         |         |
| 2005  | —                | —                | Q1                       | J. P. Brzezicki          | —         | —         | —       | —       |
| 2006  | Q2               | Robert Smeets    | 2e tour (1/32)           | L. Hewitt                | —         | —         | —       | —       |
| 2007  | Q1               | Nathan Healey    | 2e tour (1/32)           | J. Nieminen              | —         | —         | —       | —       |
| 2008  | 1er tour (1/64)  | M. Youzhny       | —                        | —                        | —         | —         | —       | —       |
| 2009  | Q2               | Lamine Ouahab    | 2e tour (1/32)           | R. Štěpánek              | —         | —         | —       | —       |

N.B. : à droite du résultat se trouve le nom de l'ultime adversaire.

### En double
| Année | Open d'Australie | Open d'Australie | Internationaux de France          | Internationaux de France | Wimbledon | Wimbledon | US Open | US Open |
| ----- | ---------------- | ---------------- | --------------------------------- | ------------------------ | --------- | --------- | ------- | ------- |
| 2007  | —                | —                | 1er tour (1/32) G. Carraz         | L. Kubot O. Marach       | —         | —         | —       | —       |
| 2009  | —                | —                | 1er tour (1/32) E. Roger-Vasselin | L. Kubot O. Marach       | —         | —         | —       | —       |

N.B. : le nom du ou de la partenaire se trouve sous le résultat ; le nom des ultimes adversaires se trouve à droite.

## Classement ATP en fin de saison

### Simple
| Année | 2002 | 2003 | 2004 | 2005 | 2006 | 2007 | 2008 |
| Rang  | 1188 | 947  | 583  | 224  | 183  | 116  | 154  |

## Hommage
- Un court annexe de Roland-Garros porte désormais son nom.
- Pour rendre hommage à Mathieu Montcourt, les joueurs Édouard Roger-Vasselin et Nicolas Mahut ont porté un badge intitulé « Fight 4 Mat ». À cause d'un oubli, Nicolas Mahut ne l'a pas porté le jour du fameux match le plus long de l'histoire du tennis, a son grand regret car son maillot a fini en vitrine pour l'éternité à l'International Tennis Hall of Fame de Newport[réf. nécessaire].